# 23 فبراير
- السبت
- الأحد
- الاثنين
- الثلاثاء
- الأربعاء
- الخميس
- الجمعة

- 12 شعبان 1446  هـ
- 23 شعبان 1446  هـ
- 34 شعبان 1446  هـ
- 45 شعبان 1446  هـ
- 56 شعبان 1446  هـ
- 67 شعبان 1446  هـ
- 78 شعبان 1446  هـ
- 89 شعبان 1446  هـ
- 910 شعبان 1446  هـ
- 1011 شعبان 1446  هـ
- 1112 شعبان 1446  هـ
- 1213 شعبان 1446  هـ
- 1314 شعبان 1446  هـ
- 1415 شعبان 1446  هـ
- 1516 شعبان 1446  هـ
- 1617 شعبان 1446  هـ
- 1718 شعبان 1446  هـ
- 1819 شعبان 1446  هـ
- 1920 شعبان 1446  هـ
- 2021 شعبان 1446  هـ
- 2122 شعبان 1446  هـ
- 2223 شعبان 1446  هـ
- 2324 شعبان 1446  هـ
- 2425 شعبان 1446  هـ
- 2526 شعبان 1446  هـ
- 2627 شعبان 1446  هـ
- 2728 شعبان 1446  هـ
- 2829 شعبان 1446  هـ

23 فبراير أو 23 شُباط أو يوم 23 \ 2 (اليوم الثالث والعشرون من الشهر الثاني) هو اليوم الرابع والخمسون (54) من السنة وفقًا للتقويم الميلادي الغربي (الغريغوري). يبقى بعده 311 يومًا لانتهاء السنة، أو 312 يومًا في السنوات الكبيسة.

## أحداث
- 1660 - الملك كارل الحادي عشر يتولى عرش السويد.
- 1797 - القوات الفرنسية تشن هجوماً فاشلاً على المملكة المتحدة.
- 1883 - ولاية ألاباما الأمريكية تسن أول قانون لمنع الاحتكار.
- 1887 - زلزال يضرب الريفييرا الفرنسية ويخلف ألفي قتيل.
- 1893 - رودولف ديزل يحصل على براءة اختراع محركات الديزل.
- 1903 - الولايات المتحدة تستأجر خليج جوانتانامو من كوبا إلى الأبد.
- 1904 - الولايات المتحدة تحصل على حقوق التحكم بمضيق بنما مقابل عشرة ملايين دولار.
- 1905 - المحامي بول هاريس وثلاثة آخرون من رجال الأعمال يشكلون في شيكاغو أول نادي للروتاري في العالم.
- 1919 - بينيتو موسوليني يؤسس الحزب الفاشي في إيطاليا.
- 1934 - الملك ليوبولد الثالث يتولى عرش بلجيكا.
- 1941 - لأول مرة يتم عزل وإنتاج البلوتونيوم.
- 1944 - قيام الاتحاد السوفياتي بتهجير قسري للشيشان.
- 1953 - احتجاب مجلة الرسالة عن الصدور بعد أن ظلت عشرين عامًا المجلة الأدبية الأولى في الوطن العربي والتي اشترك في تحريرها كبار الكتاب في مصر والوطن العربي، وكان يرأس تحريرها الأديب أحمد حسن الزيات.
- 1966 - اللجنة العسكرية في حزب البعث بقيادة صلاح جديد تنقلب على القيادة القومية في الحزب ومن بينهم مؤسس الحزب ميشيل عفلق ورئيس الجمهورية أمين الحافظ.
- 1980 - تفجير أمام مبنى وزارة الخارجية في لبنان يودي بحياة الطفلة مايا ابنة القيادي في القوات اللبنانية بشير الجميل مع ثلاثة من مرافقيها.
- 1981 - عسكريون يستولون على البرلمان الإسباني ويحتجزون جميع أعضائه، عُرفت هذه المحاولة النقلابية الفاشلة ب 23-ف.
- 1991 - قوات التحالف تدخل العراق مؤذنة ببداية المعارك البرية في حرب الخليج الثانية لتحرير الكويت.
- 1999 - محكمة تركية تدين الزعيم الكردي عبد الله أوجلان بالخيانة.
- 2005 - الشرطة الإسرائيلية تطلب الحصول على 61 مليون شيكل وهو ما يعادل 13.2 مليون دولار أمريكي بهدف القيام بإجراءات أمنية داخل المسجد الأقصى بحجة حمايته.
- 2014 - رئيس وزراء إستونيا أندروس أنسيب يقدم استقالته بعد تسع سنوات من توليه منصبه.
- 2015 - إعلان فوز فيلم الرجل الطائر كأفضل فيلم - إيدي ريدماين كأفضل ممثل - جوليان مور كأفضل ممثلة في حفل توزيع جوائز الأوسكار السابع والثمانين.
- 2017 - قُوَّات من الجيش السوري الحر تسترجع مدينة الباب في شمال سوريا من تنظيم داعش.
- 2018 -
  - عشرات الجرحى والقتلى في تفجير سيارة مفخخة أمام مسجد بمدينة بنغازي شرقي ليبيا.
  - النيابة العسكرية المصرية توقف سامي عنان رئيس الأركان السابق بعد إعلان ترشحه للرئاسة.
- 2025 - فوز ائتلاف الاتحاد الديمقراطي المسيحي / الاتحاد الاجتماعي المسيحي بالعدد الأكبر من المقاعد في الانتخابات الاتحادية الألمانية.

## مواليد
- 1646 - توكوغاوا تسونايوشي، شوغون ياباني.
- 1685 - جورج فريدريك هاندل، موسيقي ألماني.
- 1751 - هنري ديربورن، طبيب وميجر جنرال في القوات البرية للولايات المتحدة وخامس وزير حرب (وزير دفاع حالياً) للولايات المتحدة الأمريكية.
- 1784 - أبو بكر الملا الأحسائي، وفقيه حنفي وشاعر وكاتب سعودي.
- 1867 - محمد أبو عز الدين، قاضي وكاتب لبناني.
- 1879 - كازيمير ماليفيتش، فنان روسي.
- 1929 - بدر نوفل، ممثل مصري.
- 1930 - حسام مهيب، رائد الرسوم المتحركة والخدع السينمائية والإعلانات، مصري.
- 1934 - نعمة، مغنية تونسية.
- 1946 - أناتولي بانيشفسكي، لاعب ومدرب كرة قدم سوفيتي.
- 1954 - فيكتور يوشتشينكو، رئيس أوكرانيا.
- 1955 - ناجية الربيع، ممثلة سعودية.
- 1960 - الأمير ناروهيتو، ولي العهد في اليابان.
- 1967 - حسن عسيري، ممثل سعودي.
- 1968 - بيتو أورتيز، كاتب بيروفي.
- 1971 - أتسشي كيسايتشي، ممثل أداء صوتي ياباني.
- 1975 - حنان مطاوع، ممثلة مصرية.
- 1980 - حلا شيحة، ممثلة مصرية.
- 1981 - غاريث باري، لاعب كرة قدم إنجليزي.
- 1983 -
  - أسامة عبد السلام، لاعب كرة قدم ليبي.
  - أحمد حسام، لاعب كرة قدم مصري.
  - إيميلي بلنت، ممثلة إنجليزية.
- 1985 - أحمد مبارك، لاعب كرة قدم عُماني.
- 1994 - داكوتا فانينغ، ممثلة أمريكية.
- 2012 - الأميرة أستل، الابنة الأولى لولية العهد السويدية.

## وفيات
- 715 - الوليد بن عبد الملك، خليفة أموي.
- 1821 - جون كيتس، شاعر إنجليزي.
- 1848 - جون كوينسي آدامز، رئيس الولايات المتحدة السادس.
- 1855 - كارل فريدريش جاوس، عالم رياضيات وفيزياء ألماني.
- 1921 - الشيخ سالم المبارك الصباح، حاكم الكويت التاسع.
- 1944 - ليو بيكلاند، عالم كيمياء أمريكي.
- 1956 - عبد الكريم الممتن، فقيه مسلم وشاعر سعودي.
- 1965 - ستان لوريل، ممثل إنجليزي.
- 1966 - ثريا فخري، ممثلة مصرية.
- 1969 - الملك سعود بن عبد العزيز آل سعود، ثاني ملوك المملكة العربية السعودية.
- 1973 - ديكنسون ريتشاردس، طبيب أمريكي حاصل على جائزة نوبل في الطب عام 1956.
- 1974 - فوزي الجزايرلي، ممثل مصري.
- 1976 - علي الهاشمي، شاعر وكاتب وخطيب العراقي.
- 1981 - ناصر العصيمي، نائب في مجلس الأمة الكويتي.
- 1996 - حسين كامل حسن، وزير التصنيع العسكري العراقي وصهر الرئيس الراحل صدام حسين.
- 1997 - هنري بركات، مخرج مصري.
- 2000 -
  - ستانلي ماثيوس، لاعب ومدرب كرة قدم إنجليزي.
  - عوفرة حازة، مغنية إسرائيلية.
- 2002 - يوسف المطرف، مغني كويتي.

## أعياد ومناسبات
- اليوم الوطني في بروناي.
- عيد الجمهورية في غيانا.
- يوم المدافع عن أرض الآباء في روسيا.
- يوم القصبة في الجزائر

## وصلات خارجية
- وكالة الأنباء القطريَّة: حدث في مثل هذا اليوم.
- النيويورك تايمز: حدث في مثل هذا اليوم.
- BBC: حدث في مثل هذا اليوم.